# Vuurspinnendoder
De vuurspinnendoder (Eoferreola rhombica) is een vliesvleugelig insect uit de familie van de spinnendoders (Pompilidae). De wetenschappelijke naam van de soort is voor het eerst geldig gepubliceerd in 1791 door Christ.
De larven van deze wespensoort parasiteren op de lentevuurspin (Eresus sandaliatus), die leeft in een hol bekleed met spinsel. Wanneer de wesp een spin heeft gevonden dringt ze binnen in het hol, verlamt de spin met een steek en legt een eitje op het dier. Ze verlaat dan het hol zonder het te sluiten.